# Harsum
Harsum település Németországban, azon belül Alsó-Szászország tartományban. Lakosainak száma 11 368 fő (2023. december 31.). Harsum Giesen, Hildesheim, Schellerten, Hohenhameln, Algermissen és Sarstedt községekkel határos.

## Népesség
A település népességének változása:
| Lakosok száma | 11 359 | 11 496 | 11 438 | 11 368 |
|               | 2019   | 2021   | 2022   | 2023   |